# Greatest hits (Foo Fighters)
Greatest hits is het eerste verzamelalbum van de hardrockband Foo Fighters. Het album werd op 6 november 2009 uitgebracht. Als leadsingle werd Wheels eind september uitgebracht.

## Achtergrondinformatie
Het album bevat een selectief overzicht van nummers van de vorige zes albums, twee nieuw in 2009 opgenomen nummers en een dvd met videoclips. Van deze twee nummers werd Wheels als de eerste en enige single uitgebracht. Het nummer kreeg kritiek omdat het werd gezien als een tussendoortje. Desondanks zorgde het na negen jaar weer voor een notering in de Nederlandse Top 40, waarbij het de negentiende positie bereikte. Het ander, nieuw opgenomen nummer, was Word forward, en is geschreven door Dave Grohl als eerbetoon aan een toen recent gestorven vriend. Beide nummers zijn geproduceerd door Butch Vig, die Grohl nog kent uit zijn Nirvanaperiode.
Grohl was het oneens met de release omdat hij voelde dat de band hun grootste hit nog niet had geschreven en liever wilde dat het album als de band gestopt was uitgebracht zou worden. Maar de platenmaatschappij wilde al vier jaar een compilatiealbum uitbrengen en oefende een clausule in hun contract uit, waardoor de release doorging. Grohl had eveneens een andere tracklist gewild.

## Tracklist

### Cd
| Nr. | Titel                                                                                                   | Duur  |
| --- | --- | ----- |
| 1.  | All my life (Van het album One by one, 2002, geproduceerd door Adam Kasper en Nick Raskulinecz)         | 04:24 |
| 2.  | Best of you (Van het album In your honor, 2005, geproduceerd door Nick Raskulinecz)                     | 04:16 |
| 3.  | Everlong (Van het album The colour and the shape, 1997, geproduceerd door Gil Norton)                   | 04:10 |
| 4.  | The pretender (Van het album Echoes, silence, patience & grace, 2007, geproduceerd door Gil Norton)     | 04:27 |
| 5.  | My hero (Van het album The colour and the shape, 1997, geproduceerd door Gil Norton)                    | 04:19 |
| 6.  | Learn to fly (Van het album There is nothing left to lose, 1999, geproduceerd door Adam Kasper)         | 03:56 |
| 7.  | Times like these (Van het album One by one, 2002, geproduceerd door Adam Kasper en Nick Raskulinecz)    | 04:28 |
| 8.  | Monkey wrench (Van het album The colour and the shape, 1997, geproduceerd door Gil Norton)              | 03:53 |
| 9.  | Big me (Van het album Foo fighters, 1995, geproduceerd door Barrett Jones)                              | 02:14 |
| 10. | Breakout (Van het album There is nothing left to lose, 1999, geproduceerd door Adam Kasper)             | 03:22 |
| 11. | Long road to ruin (Van het album Echoes, silence, patience & grace, 2007, geproduceerd door Gil Norton) | 03:48 |
| 12. | This is a call (Van het album Foo fighters, 1995, geproduceerd door Barrett Jones)                      | 03:55 |
| 13. | Skin and bones (Van het album Skin and bones, 2006, geproduceerd door Nick Raskulinecz)                 | 04:04 |
| 14. | Wheels (Niet eerder uitgebracht, 2009, geproduceerd door Butch Vig)                                     | 04:38 |
| 15. | Word forward (Niet eerder uitgebracht, 2009, geproduceerd door Butch Vig)                               | 03:49 |
| 16. | Everlong (Akoestisch)                                                                                   | 04:11 |
| 17. | Have a cigar (Amazon.com bonustrack, B-kant van de "Learn to fly"-single)                               | 04:00 |

### Dvd
| Nr. | Titel                                                       | Duur |
| --- | ----------------------------------------------------------- | ---- |
| 1.  | I'll stick around                                           |      |
| 2.  | Big me                                                      |      |
| 3.  | Monkey wrench                                               |      |
| 4.  | Everlong                                                    |      |
| 5.  | My hero                                                     |      |
| 6.  | Walking after you                                           |      |
| 7.  | Learn to fly                                                |      |
| 8.  | Next year                                                   |      |
| 9.  | All my life                                                 |      |
| 10. | Times like these (Akoestisch)                               |      |
| 11. | Low                                                         |      |
| 12. | Best of you                                                 |      |
| 13. | DOA                                                         |      |
| 14. | Resolve (Non-glow version)                                  |      |
| 15. | The pretender                                               |      |
| 16. | Long road to ruin                                           |      |
| 17. | Wheels                                                      |      |
| 18. | Everlong (Live - "Everywhere but home" DVD)                 |      |
| 19. | Breakout (Live from Hyde Park)                              |      |
| 20. | Skin and bones (Live from Hollywood - "Skin and bones" DVD) |      |
| 21. | All my life (Live - "Live from Wembley Stadium" DVD)        |      |
| 22. | No way back (Verborgen bonusvideoclip)                      |      |

## Hitnoteringen

### NederlandseAlbum Top 100
| Hitnotering: (week 1 t/m 14) 07-11-2009 t/m 06-02-2010 Hitnotering: (week 15 t/m 27) 20-02-2010 t/m 15-05-2010 Hitnotering: (week 28) 29-05-2010 Hitnotering: (week 29 t/m 32) 12-06-2010 t/m 03-07-2010 Hitnotering: (week 33 t/m 34) 31-07-2010 t/m 07-08-2010 Hitnotering: (week 35) 01-01-2011 Hitnotering: (week 36) 15-01-2011 Hitnotering: (week 37 t/m 56) 19-03-2011 t/m 30-07-2011 Hitnotering: (week 57 t/m 63) 13-08-2011 t/m 24-09-2011 Hitnotering: (week 64) 21-07-2012 | Hitnotering: (week 1 t/m 14) 07-11-2009 t/m 06-02-2010 Hitnotering: (week 15 t/m 27) 20-02-2010 t/m 15-05-2010 Hitnotering: (week 28) 29-05-2010 Hitnotering: (week 29 t/m 32) 12-06-2010 t/m 03-07-2010 Hitnotering: (week 33 t/m 34) 31-07-2010 t/m 07-08-2010 Hitnotering: (week 35) 01-01-2011 Hitnotering: (week 36) 15-01-2011 Hitnotering: (week 37 t/m 56) 19-03-2011 t/m 30-07-2011 Hitnotering: (week 57 t/m 63) 13-08-2011 t/m 24-09-2011 Hitnotering: (week 64) 21-07-2012 | Hitnotering: (week 1 t/m 14) 07-11-2009 t/m 06-02-2010 Hitnotering: (week 15 t/m 27) 20-02-2010 t/m 15-05-2010 Hitnotering: (week 28) 29-05-2010 Hitnotering: (week 29 t/m 32) 12-06-2010 t/m 03-07-2010 Hitnotering: (week 33 t/m 34) 31-07-2010 t/m 07-08-2010 Hitnotering: (week 35) 01-01-2011 Hitnotering: (week 36) 15-01-2011 Hitnotering: (week 37 t/m 56) 19-03-2011 t/m 30-07-2011 Hitnotering: (week 57 t/m 63) 13-08-2011 t/m 24-09-2011 Hitnotering: (week 64) 21-07-2012 | Hitnotering: (week 1 t/m 14) 07-11-2009 t/m 06-02-2010 Hitnotering: (week 15 t/m 27) 20-02-2010 t/m 15-05-2010 Hitnotering: (week 28) 29-05-2010 Hitnotering: (week 29 t/m 32) 12-06-2010 t/m 03-07-2010 Hitnotering: (week 33 t/m 34) 31-07-2010 t/m 07-08-2010 Hitnotering: (week 35) 01-01-2011 Hitnotering: (week 36) 15-01-2011 Hitnotering: (week 37 t/m 56) 19-03-2011 t/m 30-07-2011 Hitnotering: (week 57 t/m 63) 13-08-2011 t/m 24-09-2011 Hitnotering: (week 64) 21-07-2012 | Hitnotering: (week 1 t/m 14) 07-11-2009 t/m 06-02-2010 Hitnotering: (week 15 t/m 27) 20-02-2010 t/m 15-05-2010 Hitnotering: (week 28) 29-05-2010 Hitnotering: (week 29 t/m 32) 12-06-2010 t/m 03-07-2010 Hitnotering: (week 33 t/m 34) 31-07-2010 t/m 07-08-2010 Hitnotering: (week 35) 01-01-2011 Hitnotering: (week 36) 15-01-2011 Hitnotering: (week 37 t/m 56) 19-03-2011 t/m 30-07-2011 Hitnotering: (week 57 t/m 63) 13-08-2011 t/m 24-09-2011 Hitnotering: (week 64) 21-07-2012 | Hitnotering: (week 1 t/m 14) 07-11-2009 t/m 06-02-2010 Hitnotering: (week 15 t/m 27) 20-02-2010 t/m 15-05-2010 Hitnotering: (week 28) 29-05-2010 Hitnotering: (week 29 t/m 32) 12-06-2010 t/m 03-07-2010 Hitnotering: (week 33 t/m 34) 31-07-2010 t/m 07-08-2010 Hitnotering: (week 35) 01-01-2011 Hitnotering: (week 36) 15-01-2011 Hitnotering: (week 37 t/m 56) 19-03-2011 t/m 30-07-2011 Hitnotering: (week 57 t/m 63) 13-08-2011 t/m 24-09-2011 Hitnotering: (week 64) 21-07-2012 | Hitnotering: (week 1 t/m 14) 07-11-2009 t/m 06-02-2010 Hitnotering: (week 15 t/m 27) 20-02-2010 t/m 15-05-2010 Hitnotering: (week 28) 29-05-2010 Hitnotering: (week 29 t/m 32) 12-06-2010 t/m 03-07-2010 Hitnotering: (week 33 t/m 34) 31-07-2010 t/m 07-08-2010 Hitnotering: (week 35) 01-01-2011 Hitnotering: (week 36) 15-01-2011 Hitnotering: (week 37 t/m 56) 19-03-2011 t/m 30-07-2011 Hitnotering: (week 57 t/m 63) 13-08-2011 t/m 24-09-2011 Hitnotering: (week 64) 21-07-2012 | Hitnotering: (week 1 t/m 14) 07-11-2009 t/m 06-02-2010 Hitnotering: (week 15 t/m 27) 20-02-2010 t/m 15-05-2010 Hitnotering: (week 28) 29-05-2010 Hitnotering: (week 29 t/m 32) 12-06-2010 t/m 03-07-2010 Hitnotering: (week 33 t/m 34) 31-07-2010 t/m 07-08-2010 Hitnotering: (week 35) 01-01-2011 Hitnotering: (week 36) 15-01-2011 Hitnotering: (week 37 t/m 56) 19-03-2011 t/m 30-07-2011 Hitnotering: (week 57 t/m 63) 13-08-2011 t/m 24-09-2011 Hitnotering: (week 64) 21-07-2012 | Hitnotering: (week 1 t/m 14) 07-11-2009 t/m 06-02-2010 Hitnotering: (week 15 t/m 27) 20-02-2010 t/m 15-05-2010 Hitnotering: (week 28) 29-05-2010 Hitnotering: (week 29 t/m 32) 12-06-2010 t/m 03-07-2010 Hitnotering: (week 33 t/m 34) 31-07-2010 t/m 07-08-2010 Hitnotering: (week 35) 01-01-2011 Hitnotering: (week 36) 15-01-2011 Hitnotering: (week 37 t/m 56) 19-03-2011 t/m 30-07-2011 Hitnotering: (week 57 t/m 63) 13-08-2011 t/m 24-09-2011 Hitnotering: (week 64) 21-07-2012 | Hitnotering: (week 1 t/m 14) 07-11-2009 t/m 06-02-2010 Hitnotering: (week 15 t/m 27) 20-02-2010 t/m 15-05-2010 Hitnotering: (week 28) 29-05-2010 Hitnotering: (week 29 t/m 32) 12-06-2010 t/m 03-07-2010 Hitnotering: (week 33 t/m 34) 31-07-2010 t/m 07-08-2010 Hitnotering: (week 35) 01-01-2011 Hitnotering: (week 36) 15-01-2011 Hitnotering: (week 37 t/m 56) 19-03-2011 t/m 30-07-2011 Hitnotering: (week 57 t/m 63) 13-08-2011 t/m 24-09-2011 Hitnotering: (week 64) 21-07-2012 | Hitnotering: (week 1 t/m 14) 07-11-2009 t/m 06-02-2010 Hitnotering: (week 15 t/m 27) 20-02-2010 t/m 15-05-2010 Hitnotering: (week 28) 29-05-2010 Hitnotering: (week 29 t/m 32) 12-06-2010 t/m 03-07-2010 Hitnotering: (week 33 t/m 34) 31-07-2010 t/m 07-08-2010 Hitnotering: (week 35) 01-01-2011 Hitnotering: (week 36) 15-01-2011 Hitnotering: (week 37 t/m 56) 19-03-2011 t/m 30-07-2011 Hitnotering: (week 57 t/m 63) 13-08-2011 t/m 24-09-2011 Hitnotering: (week 64) 21-07-2012 | Hitnotering: (week 1 t/m 14) 07-11-2009 t/m 06-02-2010 Hitnotering: (week 15 t/m 27) 20-02-2010 t/m 15-05-2010 Hitnotering: (week 28) 29-05-2010 Hitnotering: (week 29 t/m 32) 12-06-2010 t/m 03-07-2010 Hitnotering: (week 33 t/m 34) 31-07-2010 t/m 07-08-2010 Hitnotering: (week 35) 01-01-2011 Hitnotering: (week 36) 15-01-2011 Hitnotering: (week 37 t/m 56) 19-03-2011 t/m 30-07-2011 Hitnotering: (week 57 t/m 63) 13-08-2011 t/m 24-09-2011 Hitnotering: (week 64) 21-07-2012 | Hitnotering: (week 1 t/m 14) 07-11-2009 t/m 06-02-2010 Hitnotering: (week 15 t/m 27) 20-02-2010 t/m 15-05-2010 Hitnotering: (week 28) 29-05-2010 Hitnotering: (week 29 t/m 32) 12-06-2010 t/m 03-07-2010 Hitnotering: (week 33 t/m 34) 31-07-2010 t/m 07-08-2010 Hitnotering: (week 35) 01-01-2011 Hitnotering: (week 36) 15-01-2011 Hitnotering: (week 37 t/m 56) 19-03-2011 t/m 30-07-2011 Hitnotering: (week 57 t/m 63) 13-08-2011 t/m 24-09-2011 Hitnotering: (week 64) 21-07-2012 | Hitnotering: (week 1 t/m 14) 07-11-2009 t/m 06-02-2010 Hitnotering: (week 15 t/m 27) 20-02-2010 t/m 15-05-2010 Hitnotering: (week 28) 29-05-2010 Hitnotering: (week 29 t/m 32) 12-06-2010 t/m 03-07-2010 Hitnotering: (week 33 t/m 34) 31-07-2010 t/m 07-08-2010 Hitnotering: (week 35) 01-01-2011 Hitnotering: (week 36) 15-01-2011 Hitnotering: (week 37 t/m 56) 19-03-2011 t/m 30-07-2011 Hitnotering: (week 57 t/m 63) 13-08-2011 t/m 24-09-2011 Hitnotering: (week 64) 21-07-2012 | Hitnotering: (week 1 t/m 14) 07-11-2009 t/m 06-02-2010 Hitnotering: (week 15 t/m 27) 20-02-2010 t/m 15-05-2010 Hitnotering: (week 28) 29-05-2010 Hitnotering: (week 29 t/m 32) 12-06-2010 t/m 03-07-2010 Hitnotering: (week 33 t/m 34) 31-07-2010 t/m 07-08-2010 Hitnotering: (week 35) 01-01-2011 Hitnotering: (week 36) 15-01-2011 Hitnotering: (week 37 t/m 56) 19-03-2011 t/m 30-07-2011 Hitnotering: (week 57 t/m 63) 13-08-2011 t/m 24-09-2011 Hitnotering: (week 64) 21-07-2012 | Hitnotering: (week 1 t/m 14) 07-11-2009 t/m 06-02-2010 Hitnotering: (week 15 t/m 27) 20-02-2010 t/m 15-05-2010 Hitnotering: (week 28) 29-05-2010 Hitnotering: (week 29 t/m 32) 12-06-2010 t/m 03-07-2010 Hitnotering: (week 33 t/m 34) 31-07-2010 t/m 07-08-2010 Hitnotering: (week 35) 01-01-2011 Hitnotering: (week 36) 15-01-2011 Hitnotering: (week 37 t/m 56) 19-03-2011 t/m 30-07-2011 Hitnotering: (week 57 t/m 63) 13-08-2011 t/m 24-09-2011 Hitnotering: (week 64) 21-07-2012 | Hitnotering: (week 1 t/m 14) 07-11-2009 t/m 06-02-2010 Hitnotering: (week 15 t/m 27) 20-02-2010 t/m 15-05-2010 Hitnotering: (week 28) 29-05-2010 Hitnotering: (week 29 t/m 32) 12-06-2010 t/m 03-07-2010 Hitnotering: (week 33 t/m 34) 31-07-2010 t/m 07-08-2010 Hitnotering: (week 35) 01-01-2011 Hitnotering: (week 36) 15-01-2011 Hitnotering: (week 37 t/m 56) 19-03-2011 t/m 30-07-2011 Hitnotering: (week 57 t/m 63) 13-08-2011 t/m 24-09-2011 Hitnotering: (week 64) 21-07-2012 | Hitnotering: (week 1 t/m 14) 07-11-2009 t/m 06-02-2010 Hitnotering: (week 15 t/m 27) 20-02-2010 t/m 15-05-2010 Hitnotering: (week 28) 29-05-2010 Hitnotering: (week 29 t/m 32) 12-06-2010 t/m 03-07-2010 Hitnotering: (week 33 t/m 34) 31-07-2010 t/m 07-08-2010 Hitnotering: (week 35) 01-01-2011 Hitnotering: (week 36) 15-01-2011 Hitnotering: (week 37 t/m 56) 19-03-2011 t/m 30-07-2011 Hitnotering: (week 57 t/m 63) 13-08-2011 t/m 24-09-2011 Hitnotering: (week 64) 21-07-2012 | Hitnotering: (week 1 t/m 14) 07-11-2009 t/m 06-02-2010 Hitnotering: (week 15 t/m 27) 20-02-2010 t/m 15-05-2010 Hitnotering: (week 28) 29-05-2010 Hitnotering: (week 29 t/m 32) 12-06-2010 t/m 03-07-2010 Hitnotering: (week 33 t/m 34) 31-07-2010 t/m 07-08-2010 Hitnotering: (week 35) 01-01-2011 Hitnotering: (week 36) 15-01-2011 Hitnotering: (week 37 t/m 56) 19-03-2011 t/m 30-07-2011 Hitnotering: (week 57 t/m 63) 13-08-2011 t/m 24-09-2011 Hitnotering: (week 64) 21-07-2012 | Hitnotering: (week 1 t/m 14) 07-11-2009 t/m 06-02-2010 Hitnotering: (week 15 t/m 27) 20-02-2010 t/m 15-05-2010 Hitnotering: (week 28) 29-05-2010 Hitnotering: (week 29 t/m 32) 12-06-2010 t/m 03-07-2010 Hitnotering: (week 33 t/m 34) 31-07-2010 t/m 07-08-2010 Hitnotering: (week 35) 01-01-2011 Hitnotering: (week 36) 15-01-2011 Hitnotering: (week 37 t/m 56) 19-03-2011 t/m 30-07-2011 Hitnotering: (week 57 t/m 63) 13-08-2011 t/m 24-09-2011 Hitnotering: (week 64) 21-07-2012 | Hitnotering: (week 1 t/m 14) 07-11-2009 t/m 06-02-2010 Hitnotering: (week 15 t/m 27) 20-02-2010 t/m 15-05-2010 Hitnotering: (week 28) 29-05-2010 Hitnotering: (week 29 t/m 32) 12-06-2010 t/m 03-07-2010 Hitnotering: (week 33 t/m 34) 31-07-2010 t/m 07-08-2010 Hitnotering: (week 35) 01-01-2011 Hitnotering: (week 36) 15-01-2011 Hitnotering: (week 37 t/m 56) 19-03-2011 t/m 30-07-2011 Hitnotering: (week 57 t/m 63) 13-08-2011 t/m 24-09-2011 Hitnotering: (week 64) 21-07-2012 |
| Week: | 1 | 2 | 3 | 4 | 5 | 6 | 7 | 8 | 9 | 10 | 11 | 12 | 13 | 14 | | 15 | 16 | 17 | 18 | 19 |
| --- | --- | --- | --- | --- | --- | --- | --- | --- | --- | --- | --- | --- | --- | --- | --- | --- | --- | --- | --- | --- |
| Positie: | 9 | 19 | 38 | 51 | 58 | 65 | 62 | 67 | 57 | 58 | 78 | 88 | 92 | 91 | uit | 43 | 40 | 36 | 53 | 59 |
| Week: | 20 | 21 | 22 | 23 | 24 | 25 | 26 | 27 | | 28 | | 29 | 30 | 31 | 32 | | 33 | 34 | | 35 |
| Positie: | 56 | 84 | 75 | 89 | 86 | 93 | 81 | 86 | uit | 100 | uit | 89 | 98 | 90 | 84 | uit | 81 | 80 | uit | 89 |
| Week: | | 36 | | 37 | 38 | 39 | 40 | 41 | 42 | 43 | 44 | 45 | 46 | 47 | 48 | 49 | 50 | 51 | 52 | 53 |
| Positie: | uit | 84 | uit | 99 | 83 | 97 | 71 | 88 | 81 | 68 | 85 | 94 | 66 | 71 | 71 | 65 | 20 | 27 | 57 | 70 |
| Week: | 54 | 55 | 56 | | 57 | 58 | 59 | 60 | 61 | 62 | 63 | | 64 | | | | | | | |
| Positie: | 90 | 87 | 91 | uit | 75 | 84 | 67 | 76 | 84 | 69 | 71 | uit | 94 | uit | | | | | | |

### VlaamseUltratop 200 Albums
| Hitnotering: (week 1 t/m 50) 07-11-2009 t/m 16-10-2010 Hitnotering: (week 51 t/m 61) 06-11-2010 t/m 15-01-2011 Hitnotering: (week 62 t/m 111) 05-03-2011 t/m 11-02-2012 Hitnotering: (week 112) 25-02-2012 Hitnotering: (week 113 t/m 133) 10-03-2012 t/m 28-07-2012 Hitnotering: (week 134) 02-02-2019 Hitnotering: (week 135) 13-04-2019 | Hitnotering: (week 1 t/m 50) 07-11-2009 t/m 16-10-2010 Hitnotering: (week 51 t/m 61) 06-11-2010 t/m 15-01-2011 Hitnotering: (week 62 t/m 111) 05-03-2011 t/m 11-02-2012 Hitnotering: (week 112) 25-02-2012 Hitnotering: (week 113 t/m 133) 10-03-2012 t/m 28-07-2012 Hitnotering: (week 134) 02-02-2019 Hitnotering: (week 135) 13-04-2019 | Hitnotering: (week 1 t/m 50) 07-11-2009 t/m 16-10-2010 Hitnotering: (week 51 t/m 61) 06-11-2010 t/m 15-01-2011 Hitnotering: (week 62 t/m 111) 05-03-2011 t/m 11-02-2012 Hitnotering: (week 112) 25-02-2012 Hitnotering: (week 113 t/m 133) 10-03-2012 t/m 28-07-2012 Hitnotering: (week 134) 02-02-2019 Hitnotering: (week 135) 13-04-2019 | Hitnotering: (week 1 t/m 50) 07-11-2009 t/m 16-10-2010 Hitnotering: (week 51 t/m 61) 06-11-2010 t/m 15-01-2011 Hitnotering: (week 62 t/m 111) 05-03-2011 t/m 11-02-2012 Hitnotering: (week 112) 25-02-2012 Hitnotering: (week 113 t/m 133) 10-03-2012 t/m 28-07-2012 Hitnotering: (week 134) 02-02-2019 Hitnotering: (week 135) 13-04-2019 | Hitnotering: (week 1 t/m 50) 07-11-2009 t/m 16-10-2010 Hitnotering: (week 51 t/m 61) 06-11-2010 t/m 15-01-2011 Hitnotering: (week 62 t/m 111) 05-03-2011 t/m 11-02-2012 Hitnotering: (week 112) 25-02-2012 Hitnotering: (week 113 t/m 133) 10-03-2012 t/m 28-07-2012 Hitnotering: (week 134) 02-02-2019 Hitnotering: (week 135) 13-04-2019 | Hitnotering: (week 1 t/m 50) 07-11-2009 t/m 16-10-2010 Hitnotering: (week 51 t/m 61) 06-11-2010 t/m 15-01-2011 Hitnotering: (week 62 t/m 111) 05-03-2011 t/m 11-02-2012 Hitnotering: (week 112) 25-02-2012 Hitnotering: (week 113 t/m 133) 10-03-2012 t/m 28-07-2012 Hitnotering: (week 134) 02-02-2019 Hitnotering: (week 135) 13-04-2019 | Hitnotering: (week 1 t/m 50) 07-11-2009 t/m 16-10-2010 Hitnotering: (week 51 t/m 61) 06-11-2010 t/m 15-01-2011 Hitnotering: (week 62 t/m 111) 05-03-2011 t/m 11-02-2012 Hitnotering: (week 112) 25-02-2012 Hitnotering: (week 113 t/m 133) 10-03-2012 t/m 28-07-2012 Hitnotering: (week 134) 02-02-2019 Hitnotering: (week 135) 13-04-2019 | Hitnotering: (week 1 t/m 50) 07-11-2009 t/m 16-10-2010 Hitnotering: (week 51 t/m 61) 06-11-2010 t/m 15-01-2011 Hitnotering: (week 62 t/m 111) 05-03-2011 t/m 11-02-2012 Hitnotering: (week 112) 25-02-2012 Hitnotering: (week 113 t/m 133) 10-03-2012 t/m 28-07-2012 Hitnotering: (week 134) 02-02-2019 Hitnotering: (week 135) 13-04-2019 | Hitnotering: (week 1 t/m 50) 07-11-2009 t/m 16-10-2010 Hitnotering: (week 51 t/m 61) 06-11-2010 t/m 15-01-2011 Hitnotering: (week 62 t/m 111) 05-03-2011 t/m 11-02-2012 Hitnotering: (week 112) 25-02-2012 Hitnotering: (week 113 t/m 133) 10-03-2012 t/m 28-07-2012 Hitnotering: (week 134) 02-02-2019 Hitnotering: (week 135) 13-04-2019 | Hitnotering: (week 1 t/m 50) 07-11-2009 t/m 16-10-2010 Hitnotering: (week 51 t/m 61) 06-11-2010 t/m 15-01-2011 Hitnotering: (week 62 t/m 111) 05-03-2011 t/m 11-02-2012 Hitnotering: (week 112) 25-02-2012 Hitnotering: (week 113 t/m 133) 10-03-2012 t/m 28-07-2012 Hitnotering: (week 134) 02-02-2019 Hitnotering: (week 135) 13-04-2019 | Hitnotering: (week 1 t/m 50) 07-11-2009 t/m 16-10-2010 Hitnotering: (week 51 t/m 61) 06-11-2010 t/m 15-01-2011 Hitnotering: (week 62 t/m 111) 05-03-2011 t/m 11-02-2012 Hitnotering: (week 112) 25-02-2012 Hitnotering: (week 113 t/m 133) 10-03-2012 t/m 28-07-2012 Hitnotering: (week 134) 02-02-2019 Hitnotering: (week 135) 13-04-2019 | Hitnotering: (week 1 t/m 50) 07-11-2009 t/m 16-10-2010 Hitnotering: (week 51 t/m 61) 06-11-2010 t/m 15-01-2011 Hitnotering: (week 62 t/m 111) 05-03-2011 t/m 11-02-2012 Hitnotering: (week 112) 25-02-2012 Hitnotering: (week 113 t/m 133) 10-03-2012 t/m 28-07-2012 Hitnotering: (week 134) 02-02-2019 Hitnotering: (week 135) 13-04-2019 | Hitnotering: (week 1 t/m 50) 07-11-2009 t/m 16-10-2010 Hitnotering: (week 51 t/m 61) 06-11-2010 t/m 15-01-2011 Hitnotering: (week 62 t/m 111) 05-03-2011 t/m 11-02-2012 Hitnotering: (week 112) 25-02-2012 Hitnotering: (week 113 t/m 133) 10-03-2012 t/m 28-07-2012 Hitnotering: (week 134) 02-02-2019 Hitnotering: (week 135) 13-04-2019 | Hitnotering: (week 1 t/m 50) 07-11-2009 t/m 16-10-2010 Hitnotering: (week 51 t/m 61) 06-11-2010 t/m 15-01-2011 Hitnotering: (week 62 t/m 111) 05-03-2011 t/m 11-02-2012 Hitnotering: (week 112) 25-02-2012 Hitnotering: (week 113 t/m 133) 10-03-2012 t/m 28-07-2012 Hitnotering: (week 134) 02-02-2019 Hitnotering: (week 135) 13-04-2019 | Hitnotering: (week 1 t/m 50) 07-11-2009 t/m 16-10-2010 Hitnotering: (week 51 t/m 61) 06-11-2010 t/m 15-01-2011 Hitnotering: (week 62 t/m 111) 05-03-2011 t/m 11-02-2012 Hitnotering: (week 112) 25-02-2012 Hitnotering: (week 113 t/m 133) 10-03-2012 t/m 28-07-2012 Hitnotering: (week 134) 02-02-2019 Hitnotering: (week 135) 13-04-2019 | Hitnotering: (week 1 t/m 50) 07-11-2009 t/m 16-10-2010 Hitnotering: (week 51 t/m 61) 06-11-2010 t/m 15-01-2011 Hitnotering: (week 62 t/m 111) 05-03-2011 t/m 11-02-2012 Hitnotering: (week 112) 25-02-2012 Hitnotering: (week 113 t/m 133) 10-03-2012 t/m 28-07-2012 Hitnotering: (week 134) 02-02-2019 Hitnotering: (week 135) 13-04-2019 | Hitnotering: (week 1 t/m 50) 07-11-2009 t/m 16-10-2010 Hitnotering: (week 51 t/m 61) 06-11-2010 t/m 15-01-2011 Hitnotering: (week 62 t/m 111) 05-03-2011 t/m 11-02-2012 Hitnotering: (week 112) 25-02-2012 Hitnotering: (week 113 t/m 133) 10-03-2012 t/m 28-07-2012 Hitnotering: (week 134) 02-02-2019 Hitnotering: (week 135) 13-04-2019 | Hitnotering: (week 1 t/m 50) 07-11-2009 t/m 16-10-2010 Hitnotering: (week 51 t/m 61) 06-11-2010 t/m 15-01-2011 Hitnotering: (week 62 t/m 111) 05-03-2011 t/m 11-02-2012 Hitnotering: (week 112) 25-02-2012 Hitnotering: (week 113 t/m 133) 10-03-2012 t/m 28-07-2012 Hitnotering: (week 134) 02-02-2019 Hitnotering: (week 135) 13-04-2019 | Hitnotering: (week 1 t/m 50) 07-11-2009 t/m 16-10-2010 Hitnotering: (week 51 t/m 61) 06-11-2010 t/m 15-01-2011 Hitnotering: (week 62 t/m 111) 05-03-2011 t/m 11-02-2012 Hitnotering: (week 112) 25-02-2012 Hitnotering: (week 113 t/m 133) 10-03-2012 t/m 28-07-2012 Hitnotering: (week 134) 02-02-2019 Hitnotering: (week 135) 13-04-2019 | Hitnotering: (week 1 t/m 50) 07-11-2009 t/m 16-10-2010 Hitnotering: (week 51 t/m 61) 06-11-2010 t/m 15-01-2011 Hitnotering: (week 62 t/m 111) 05-03-2011 t/m 11-02-2012 Hitnotering: (week 112) 25-02-2012 Hitnotering: (week 113 t/m 133) 10-03-2012 t/m 28-07-2012 Hitnotering: (week 134) 02-02-2019 Hitnotering: (week 135) 13-04-2019 | Hitnotering: (week 1 t/m 50) 07-11-2009 t/m 16-10-2010 Hitnotering: (week 51 t/m 61) 06-11-2010 t/m 15-01-2011 Hitnotering: (week 62 t/m 111) 05-03-2011 t/m 11-02-2012 Hitnotering: (week 112) 25-02-2012 Hitnotering: (week 113 t/m 133) 10-03-2012 t/m 28-07-2012 Hitnotering: (week 134) 02-02-2019 Hitnotering: (week 135) 13-04-2019 |
| Week: | 1 | 2 | 3 | 4 | 5 | 6 | 7 | 8 | 9 | 10 | 11 | 12 | 13 | 14 | 15 | 16 | 17 | 18 | 19 | 20 |
| --- | --- | --- | --- | --- | --- | --- | --- | --- | --- | --- | --- | --- | --- | --- | --- | --- | --- | --- | --- | --- |
| Positie: | 9 | 3 | 7 | 9 | 12 | 16 | 20 | 26 | 23 | 11 | 15 | 25 | 31 | 35 | 45 | 30 | 25 | 29 | 32 | 37 |
| Week: | 21 | 22 | 23 | 24 | 25 | 26 | 27 | 28 | 29 | 30 | 31 | 32 | 33 | 34 | 35 | 36 | 37 | 38 | 39 | 40 |
| Positie: | 37 | 45 | 57 | 50 | 39 | 57 | 63 | 68 | 71 | 90 | 83 | 71 | 55 | 67 | 43 | 28 | 20 | 21 | 20 | 18 |
| Week: | 41 | 42 | 43 | 44 | 45 | 46 | 47 | 48 | 49 | 50 | | 51 | 52 | 53 | 54 | 55 | 56 | 57 | 58 | 59 |
| Positie: | 21 | 23 | 25 | 22 | 32 | 66 | 60 | 98 | 83 | 90 | uit | 54 | 53 | 62 | 73 | 100 | 80 | 92 | 88 | 85 |
| Week: | 60 | 61 | | 62 | 63 | 64 | 65 | 66 | 67 | 68 | 69 | 70 | 71 | 72 | 73 | 74 | 75 | 76 | 77 | 78 |
| Positie: | 84 | 88 | uit | 73 | 66 | 55 | 55 | 55 | 73 | 45 | 41 | 27 | 25 | 34 | 44 | 45 | 52 | 56 | 34 | 15 |
| Week: | 79 | 80 | 81 | 82 | 83 | 84 | 85 | 86 | 87 | 88 | 89 | 90 | 91 | 92 | 93 | 94 | 95 | 96 | 97 | 98 |
| Positie: | 31 | 23 | 20 | 19 | 27 | 27 | 20 | 17 | 11 | 9 | 10 | 15 | 14 | 19 | 18 | 25 | 35 | 43 | 57 | 44 |
| Week: | 99 | 100 | 101 | 102 | 103 | 104 | 105 | 106 | 107 | 108 | 109 | 110 | 111 | | 112 | | 113 | 114 | 115 | 116 |
| Positie: | 50 | 58 | 63 | 62 | 61 | 61 | 48 | 34 | 29 | 25 | 46 | 57 | 71 | uit | 82 | uit | 60 | 91 | 83 | 67 |
| Week: | 117 | 118 | 119 | 120 | 121 | 122 | 123 | 124 | 125 | 126 | 127 | 128 | 129 | 130 | 131 | 132 | 133 | | 134 | |
| Positie: | 60 | 69 | 58 | 78 | 55 | 49 | 46 | 42 | 58 | 79 | 78 | 69 | 72 | 87 | 41 | 23 | 35 | uit | 195 | uit |
| Week: | 135 | | | | | | | | | | | | | | | | | | | |
| Positie: | 189 | uit | | | | | | | | | | | | | | | | | | |